# Marcelli Janecki
Marcelli Janecki (auch Martellus von Janecki; * 3. November 1855 in Grätz als Marcellus Hubertus Carolus Borrhomäus Janecki; † 6. Dezember 1899 in Charlottenburg bei Berlin) war ein preußischer Offizier und Genealoge polnischer Abstammung.

## Leben
Janecki, Sohn des Rechnungsrats Emil Janecki und der Maria von Scholtz, war Offizier in der preußischen Armee. Spätestens seit 1884 war er Gasthörer an der Leipziger Universität (seit dieser Zeit wird er vom dortigen studentischen Verein „Roter Löwe“ als außerordentliches, seit Ende 1887 als Ehrenmitglied geführt). 
Schon damals war seine Berufsbezeichnung „Genealoge“. Als solcher trat er am 16. April 1889 dem heraldischen Verein Herold in Berlin bei und nach dem Tod 1890 des Herrn Alfred Baron von Eberstein-Gehofen, dessen jüngerer Bruder Botho Baron von Eberstein ebenfalls Genealoge wurde, hatte er die Redaktion der vom königlich-preußischen Heroldsamt geförderten Handbücher des Preußischen Adels übernommen. Seit Ende 1890 war er im Herold Vorstand der Abteilung Genealogie. Er hat sich darüber hinaus u. a. als Mitarbeiter des Deutschen Adelsblatts publizistisch mit historischen und familiengeschichtlichen Themen betätigt. Er war ebenso Chefredakteur für das von der Deutschen Adelsgenossenschaft herausgegebene Jahrbuchs des Deutschen Adels.
Janecki gehörte mit seinem Familienwappen der Wappengemeinschaft Rola an und blieb ledig.

## Werke
Autor
- Erhielten die Juden in Polen durch die Taufe den Adelstand? Berlin 1888 (Digitalisat)
- Die staatsrechtliche Stellung des polnischen Adels. Berlin 1897 (Digitalisat).
- Preußens Schwertadel 1871–1896. Ein genealogisches Handbuch. W. T. Bruer, Berlin 1897 (Digitalisat).
- Einige Bemerkungen zu der Schrift des Dr. jur. utr. et phil. Stephan Kekulé v. Stradonitz, die Ahnen der Modeste von Unruh. Guben 1898.

Redakteur
- Handbuch des Preußischen Adels. 2 Bände. E. S. Mittler & Sohn, Berlin 1892 und 1893. 
  - Band 1, 1892 (Digitalisat)
  - Band 2, 1893 (Digitalisat) (Digitalisat)
- Jahrbuch des Deutschen Adels. 3 Bände. Bruer, Berlin 1896, 1898 und 1899, Band 1 (PDF) Band 2 (PDF) Band 3 (PDF) bei rambow.de